# Miller-Ureyev eksperiment
Miller-Ureyev eksperiment (ili Urey-Millerov eksperiment) bio je eksperiment koji je simulirao hipotetičke uvjete za koje se smatralo da su postojali na Zemlji u prvim fazama nastanka i provjeravali su mogućnost kemijskih početaka života. Ovaj eksperiment dokazao je hipotezu Aleksandra Oparina i J. B. S. Haldanea da su uvjeti na ranoj Zemlji omogućavali kemijske reakcije koje su sintetizirale organske spojeve od anorganskih. Ovaj su eksperiment 1952. godine izveli Stanley Miller i Harold Urey sa Sveučilišta u Chicagu, a njegove rezultate objavili su 1953. godine.

## Eksperiment
U svom su eksperimentu Miller i Urey koristili vodu (H2O), metan (CH4), amonijak (NH3) i vodik (H2) u zatvorenom i steriliziranom sklopu, koji se sastojao od dvije zatvorene staklene posude povezane sustavom staklenih cijevi. U prvoj se posudi nalazila tekuća voda koja je grijanjem služila kao izvor vodene pare, dok se u drugoj nalazila navedena smjesa plinova i dvije elektrode. Električni luk stvoren od elektroda je simulirao munje u prvobitnoj atmosferi. Smjesa se potom hladila i voda se ponovo kondenzirala u prvoj posudi kako bi ponovo započela ciklus.
Nakon tjedan dana neprekidnog protoka vodene pare i plinova u nepromijenjenim uvjetima, Miller i Urey primijetili su da je 15%-20% ugljika iz metana formiralo organske spojeve, među njima i pojedine aminokiseline, osnovne sastavne dijelove bjelančevina. (vidi tablicu niže)
Ipak, mora se naglasiti, da su stvorene aminokiseline bile L ("lijevi") i D ("desni") optički izomeri u jednakim količinama. Takva distribucija nije karakteristična za makromolekule u živim bićima kakve danas poznajemo. Bjelančevine su u svim živim bićima danas sastavljene samo od L-aminokiselina. Sama proizvodnja oba optička izomera dala je sigurnost znanstvenicima da su spojevi posljedica same kemijske reakcije, a ne proizvod kontaminacije vanjskih živih organizama.

## Rezultati
Od 59.000 mikromola (µmol = 1/1.000.000 mola) CH4 koji su ušli u reakciju, dobiveno je:
| Molekula                       | Kemijska formula                                   | Proizvedeno (N° µmol) | Atomi C | Atomi C u µmol |
| ------------------------------ | -------------------------------------------------- | --------------------- | ------- | -------------- |
| Mravlja kiselina               | {\displaystyle H-COOH}                             | 2330                  | 1       | 2330           |
| Glicin *                       | {\displaystyle H_{2}N-CH_{2}-COOH}                 | 630                   | 2       | 1260           |
| Glikolna kiselina              | {\displaystyle HO-CH_{2}-COOH}                     | 560                   | 2       | 1120           |
| Alanin *                       | {\displaystyle H_{3}C-CH(NH_{2})-COOH}             | 340                   | 3       | 1020           |
| Mliječna kiselina              | {\displaystyle H_{3}C-CH(OH)-COOH}                 | 310                   | 3       | 930            |
| ß-Alanin                       | {\displaystyle H_{2}N-CH_{2}-CH_{2}-COOH}          | 150                   | 3       | 450            |
| Octena kiselina                | {\displaystyle H_{3}C-COOH}                        | 150                   | 2       | 300            |
| Propionska kiselina            | {\displaystyle H_{3}C-CH_{2}-COOH}                 | 130                   | 3       | 390            |
| Iminodioctena kiselina         | {\displaystyle HOOC-CH_{2}-NH-CH_{2}-COOH}         | 55                    | 4       | 220            |
| Diaminooctena kiselina         | {\displaystyle H_{3}C-NH-CH_{2}-COOH}              | 50                    | 3       | 150            |
| a-amino-n-maslačna kiselina    | {\displaystyle H_{3}C-CH_{2}-CH(NH_{2})-COOH}      | 50                    | 4       | 200            |
| a-hidroksi-n-maslačna kiselina | {\displaystyle H_{3}C-CH_{2}-CH(OH)-COOH}          | 50                    | 4       | 200            |
| Sukcinska kiselina (jantarna)  | {\displaystyle HOOC-CH_{2}-CH_{2}-COOH}            | 40                    | 4       | 160            |
| Urea                           | {\displaystyle H_{2}N-CO-NH_{2}}                   | 20                    | 1       | 20             |
| N-Metilurea                    | {\displaystyle H_{2}N-CO-NH-CH_{3}}                | 15                    | 2       | 30             |
| N-Metilalanin                  | {\displaystyle H_{3}C-CH(NH-CH_{3})-COOH}          | 10                    | 4       | 40             |
| Glutaminska kiselina *         | {\displaystyle HOOC-CH_{2}-CH_{2}-CH(NH_{2})-COOH} | 6                     | 5       | 30             |
| Asparaginska kiselina *        | {\displaystyle HOOC-CH_{2}-CH(NH_{2})-COOH}        | 4                     | 4       | 16             |
| a-aminoizomaslačna kiselina    | {\displaystyle H_{3}C-C(CH_{3})(NH_{2})-COOH}      | 1                     | 4       | 4              |
|                                |                                                    | Ukupno: 4916          |         | Ukupno: 8944   |
* = aminokiseline koje ulaze u sastav bjelančevina
Miller je tim eksperimentom dokazao da električna pražnjenja koja simuliraju ona atmosferska, u prisutnosti vode i plinova za koje se pretpostavljalo da su bili prisutni u prvobitoj atmosferi mogu proizvesti organske molekule, među njima i aminokiseline.
Neki su dokazi nagovijestili da je Zemljina prvobitna atmosfera mogla imati drugačiji sastav plinova od onih korištenih u Miller-Ureyevom eksperimentu. Postoje dokazi o velikim vulkanskim erupcijama prije četiri milijarde godina, koje bi mogle ispustiti 
ugljikov(IV) oksid, dušik, sumporovodik (H2S) i sumporov dioksid (SO2) u atmosferu. 
Miller je ponovio svoj eksperiment 1958. godine, ovaj put u izmijenjenim uvjetima dodavši sumporovodik (H2S), plin koji se oslobađa kod vulkanskih reakcija.
Poslije Milerove smrti 2007. godine, Jeffrey Bada i suradnici koji su pronašli i ispitali konzervirane uzorke eksperimenta iz 1958. godine uspjeli su dokazati da su nastale 23 različite aminokiseline u odnosu na Millerov prvobitni eksperiment. Ovo je značajno više nego što je Miller prvobitno objavio i više od 20 koji se javljaju u živim bićima. U ponovljenom eksperimentu je dokazana i sinteza 7 organskih spojeva koji sadrže sumpor (S), među kojima je i metionin, koji ulazi u sastav bjelančevina.

## Tijek kemijskih reakcija
Tijekom trajanja kemijske reakcije, Miller je sakupljao uzorke i otkrio da se koncentracija amonijaka i metana postupno smanjuje i da dolazi do nastanka cijanovodične kiseline, cijanogena i formaldehida:
{\displaystyle \mathrm {CO_{2}\longrightarrow CO+[O]} }
{\displaystyle \mathrm {CH_{4}+2[O]\longrightarrow CH_{2}O+H_{2}O} }
{\displaystyle \mathrm {CO+NH_{3}\longrightarrow HCN+H_{2}O} }
{\displaystyle \mathrm {CH_{4}+NH_{3}\longrightarrow HCN+3H_{2}} }   (Proces BMA)
Do sinteze aminokiselina dolazilo je kasnije uz postupno smanjivanje koncentracije aldehida i cijanovodične kiseline. Time je dokazano da su aminokiseline nastale kemijskom reakcijom poznatom kao Streckerova sinteza.
{\displaystyle \mathrm {R{-}CHO+HCN+H_{2}O\longrightarrow H_{2}N{-}CHR{-}COOH} }
Aldehid, cijanovodična kiselina i voda reagiraju i nastaje aminokiselina.
{\displaystyle \mathrm {R{-}CHO+HCN+2\ H_{2}O\longrightarrow HO{-}CHR{-}COOH+NH_{3}} }
Aldehid, cijanovodična kiselina i voda reagiraju i nastaje a-hidroksi-aminokiselina.

## Vanjske poveznice
- (engl.) A Production of Amino Acids Under Possible Primitive Earth Conditions  Arhivirana inačica izvorne stranice od 28. veljače 2008. (Wayback Machine) (autor: Stanley L. Miller, Science, br. 117., svibanj 15, 1953.)
- (engl.) A simulation of the Miller–Urey Experiment along with a video Interview with Stanley Miller (autor: Scott Ellis iz CalSpace; UCSD)
- (engl.) Origin-Of-Life Chemistry Revisited: Reanalysis of famous spark-discharge experiments reveals a richer collection of amino acids were formed
- (engl.) Miller–Urey experiment explained  Arhivirana inačica izvorne stranice od 21. kolovoza 2009. (Wayback Machine)